# Słoń Benjamin (film)
Słoń Benjamin (niem. Benjamin Blümchen) – niemiecki film familijny z 2019 roku w reżyserii Tima Trachte na podst. serialu animowanego pod tym samym tytułem.

## Opis fabuły
Miasto Newtown. Mały chłopiec Otto nie może się doczekać wakacji, by spędzić najbliższe tygodnie ze swoim najlepszym przyjacielem – słoniem Benjaminem z zoo. Jednak jego dobry humor jest zakłócany przez zmartwienia dyrektora zoo, pana Zwierzomiła, który pilnie potrzebuje pieniędzy na konieczne naprawy. Tymczasem burmistrz Newtown zatrudnia przebiegłą Zorę Zack, aby zmodernizować zoo i uczynić z niego najbardziej pokazowy obiekt w mieście. 
Zora Zack próbuje przekonać do siebie Benjamina, który ma stać się nową twarzą reklamową kampanii promującej nowe zoo. Ale w rzeczywistości Zora ma zupełnie inne cele.

## Obsada
- Jürgen Kluckert – słoń Benjamin
- Manuel Santos Gelke – Otto
- Heike Makatsch – Zora Zack
- Friedrich von Thun – dyrektor Zwierzomił
- Tim Oliver Schultz – Karl
- Liane Forestieri – Karla Kolumna
- Dieter Hallervorden – Walter Weiß
- Uwe Ochsenknecht – burmistrz
- Max von Thun – Hans
- Johannes Suhm – Franz
- Annette Frier – Ortrud
- Siegfried Terpoorten – Ottokar
- Alexander Schubert – Pikler
- Petra Nadolny – pani Meier